# Motorový vůz M 134.0
Motorový vůz řady M 134.0 (tovární typ Škoda 8Mo) byl nákladní motorový vůz vyrobený ve Škodě Plzeň v roce 1933 pro Československé státní dráhy. Vyřazen byl již na konci 30. let 20. století.

## Konstrukce
Vůz M 134.001 byl dvounápravový nákladní motorový vůz s elektrickým přenosem výkonu. Pohon byl zajištěn dieselovým osmiválcovým motorem Škoda, který byl spojen se stejnosměrným generátorem. Ten napájel trakční motor, jenž poháněl jednu nápravu. Vozová skříň byla dřevěná, oba konce vozu (představky) byly z vnější strany oplechované, neboť sloužily jako stanoviště strojvedoucího. V jednom z nich se nacházela i kabina WC, ve druhém měl zajištěno místo vlakvedoucí. Každé stanoviště strojvedoucího bylo přístupné jedněmi dveřmi z pravého boku vozu (ve směru jízdy). Střední prostor vozu byl určen pro náklad a vedly do něj vždy jedny posuvné dveře uprostřed obou bočnic a menší dveře z každého stanoviště strojvedoucího.

## Vývoj, výroby a provoz
Jediný vůz řady M 134.0, M 134.001, byl vyroben v roce 1933 a ČSD předán v červenci téhož roku. Byl dislokován v plzeňském depu, kde od 1. srpna 1933 jezdil na nočních vlacích Plzeň – Domažlice – Klatovy – Plzeň, které rozvážely kusové zásilky. V provozu byl často i s přípojnými vozy řady Zsd. Vůz M 134.001 byl zrušen zřejmě v roce 1939.